# Сцила
Сцила в древногръцката митология е морско чудовище, намиращо се на една от скалите в устието на Сицилианския пролив и поглъщащо дори цели кораби, минаващи оттам. 
Сцила е била дъщеря на морското божество Форкис. Имала е шест глави на куче, на шест шии, три реда зъби и дванадесет крака.
Някога е била красива девойка, но отхвърлила любовта на морския бог Главк, който помолил за помощ магьосницата Кирка. Самата Кирка се влюбила в Главк, който обаче отхвърлил нейната любов, и от ревност Кирка превърнала Сцила в чудовище.
На другата страна на пролива живеело другото чудовище Харибда. Помежду им успели да преминат само аргонавтите с помощта на Тетида и нереидите, и Одисей. С тези две морски чудовища е свързан и идиоматичният израз „Между Сцила и Харибда“, чието съответствие на български е „Между чука и наковалнята“. 